# N.E.R.D
I N.E.R.D sono un gruppo musicale statunitense composto da Pharrell Williams e Chad Hugo dei The Neptunes e il loro amico Shae Haley. Le sonorità del gruppo sono di difficile categorizzazione, ma possono essere descritte come un rock miscelato a hip hop e soul.

## Storia del gruppo

### In Search Of...(2001-02)
Williams e Hugo originariamente registrarono il disco In Search Of... (electronic) per una pubblicazione in Europa nel 2001, usando tecniche di produzione digitale simili a quelle utilizzate anche come The Neptunes. Tuttavia successivamente decisero che se i N.E.R.D erano differenti dai Neptunes, allora anche il suono si doveva differenziare. Questo li portò alla revisione del disco (con lo stesso titolo In Search Of...) con il gruppo power pop Spymob, pubblicandolo su scala mondiale nel 2002.
In Search Of... ha raggiunto un moderato successo negli USA: l'album è giunto alla posizione numero 59 della Billboard 200; il primo singolo Lapdance ha raggiunto la top 40 delle classifiche rap ed il secondo singolo Rock Star è giunto nella top 40 delle classifiche rock negli States. Lapdance ha raggiunto la top 40 anche nei Paesi Bassi e il suo video è entrato in rotazione su MTV2. L'album è stato anche ben recepito dalla critica nonostante che non si sia rivelato un successo commerciale come nelle previsioni e nelle speranze dei componenti. L'album ha vinto il secondo Shortlist Music Prize (la cui giuria è composta da musicisti, giornalisti e altri professionisti del settore musicale) come migliore album dell'anno che ha venduto meno di 500 000 copie al momento della nomination.

### Fly or Die(2003-04)
La band ha registrato il secondo album Fly or Die durante il 2003, reclutando alcuni "aiuti" al disco come Lenny Kravitz che canta sulla traccia "Maybe", Joel e Benji Madden dei Good Charlotte che collaborano alla traccia "Jump". Molte delle tracce hanno come argomento gli adolescenti, come "Thrasher", che tratta di bullismo; "Drill Sergeant", sulla ribellione; e "Backseat Love", che parla del primo amore.
Fly or Die è uscito nei negozi il 22 marzo 2004, ed ha raggiunto la Top 10, il suo singolo di lancio "She Wants to Move" ha raggiunto la Top 5 nel Regno Unito, la Top 20 in Norvegia, Irlanda e Danimarca, e la Top 40 in Australia e Paesi Bassi.  I video di "She Wants To Move" e "Maybe" hanno avuto un forte supporto dalla tv via cavo americana VH1 Soul, il primo singolo è inoltre entrato regolarmente in alta rotazione su MTV.

### Pausa eSeeing Sounds(2005-2008)
Nel marzo 2005, Williams ha dichiarato a BBC Radio 1 di essere scontento della direzione presa dalla band sotto la supervisione della Virgin Records e che la band di fatto era estinta. Successivamente Williams ha fatto sapere tramite il manager del gruppo che in realtà la band non si è effettivamente sciolta, ritrattando di fatto la precedente dichiarazione.
Dopo un periodo di pausa, il gruppo è tornato al lavoro per incidere il terzo album, intitolato Seeing Sounds, uscito nel 2008. Uscito per la Universal Musica, il disco ha riscosso un discreto successo di vendite in Europa. Sono stati estratti tre singoli: Everyone Nose (All the Girls Standing in the Line for the Bathroom), Spaz e Sooner or Later.

### Nothing(2010)
Nell'estate 2010 il gruppo ha pubblicato un duetto con la nota cantante canadese Nelly Furtado, il singolo Hot-N-Fun, che ha trovato una tiepida accoglienza dal punto di vista commerciale. Il brano ha anticipato l'uscita del quarto album di inediti del complesso, intitolato Nothing e pubblicato il 29 ottobre successivo sempre per la Universal. Il disco contiene inoltre una collaborazione con il noto rapper T.I..

### No One Ever Really Dies(2014-presente)
Verso la fine del 2014, il gruppo si è riunito per la realizzazione di tre brani inediti per il film SpongeBob - Fuori dall'acqua. Uno di questi è Squeeze Me, pubblicato come singolo di lancio dall'EP Music from The SpongeBob Movie - Sponge Out of Water il 5 gennaio 2015 ed entrato in rotazione radiofonica il 30 dello stesso mese.
Il 1º novembre 2017, il gruppo pubblica il singolo Lemon, in collaborazione con Rihanna, mentre il 28 dello stesso mese è stata la volta di 1000, singolo inciso insieme al rapper Future.
I due brani hanno anticipato il quinto album in studio No One Ever Really Dies, uscito il 15 dicembre 2017.

## Discografia

### Album
- 2001 – In Search of...
- 2004 – Fly or Die
- 2008 – Seeing Sounds
- 2010 – Nothing
- 2017 – No One Ever Really Dies

### Singoli
- 2001 – Lapdance (featuring Lee Harvey e Vita)
- 2001 – Rock Star
- 2002 – Provider
- 2004 – She Wants to Move
- 2004 – Maybe
- 2008 – Everyone Nose (All the Girls Standing in the Line for the Bathroom)
- 2008 – Spaz
- 2009 – Sooner or Later
- 2010 – Hot-N-Fun (featuring Nelly Furtado)
- 2010 – Hypnotize U
- 2017 – Lemon (con Rihanna)
- 2017 – 1000 (con Future)

### Collaborazioni
- 2009 – Blanco di Pitbull